# Darmsztadt
Darmsztadt (Ds, łac. darmstadtium) – pierwiastek chemiczny, przypuszczalnie z grupy metali przejściowych w układzie okresowym. Po raz pierwszy darmsztadt uzyskano w Instytucie Badań Ciężkich Jonów w Darmstadt 9 listopada 1994 roku w ilości zaledwie kilku atomów w wyniku fuzji izotopów ołowiu i niklu w akceleratorze ciężkich jonów.
Obecna nazwa została zatwierdzona na 42. Zgromadzeniu Generalnym IUPAC w Ottawie 16 sierpnia 2003 roku i pochodzi od nazwy niemieckiego miasta Darmstadt, w którym mieści się Instytut Badań Ciężkich Jonów. Wcześniej funkcjonowała systematyczna nazwa ununnilium (Uun). 
W polskich publikacjach funkcjonowały początkowo także zapisy darmstadt i darmsztad, jednak Wielki słownik ortograficzny PWN (wyd. 2010 i 2016) podaje wyłącznie formę darmsztadt.